# Эллепугол-Эмтор
Эллепугол-Эмтор  (также Элле-Пугол-Эмтор и Эллепухылъэмтор) — крупное озеро в Нижневартовском районе Ханты-Мансийского автономного округа России, в 3 километрах к востоку от деревни Большой Ларьяк. Принадлежит бассейну реки Вах.
Площадь озера 37,5 км². Длина 9,2 км, максимальная ширина 7,1 км , урез воды на отметке 52 м. Берега заболоченные, кроме юго-западной стороны, где вплотную прилегает возвышенность Высокая Грива (до 114 м).
В озеро впадают реки Эмторпухылъёган (на юге), Пылъёган (на юго-западе) и Чекалы (на севере), а также несколько ручьёв. Из озера на западе вытекает река Большой Пасал, впадающая в Вах.